# Oscar voor beste mannelijke bijrol
De Academy Award voor beste mannelijke bijrol (Engels: Academy Award for Best Actor in a Supporting Role) is een Amerikaanse filmprijs van de Academy of Motion Picture Arts and Sciences die sinds 1937 jaarlijks wordt uitgereikt aan een acteur die een bijrol vertolkt in een film. Oorspronkelijk ontvingen winnaars in beide bijrol-categorieën een plaquette. Sinds 1944 ontvangen zij de bekende gouden "Oscar", net als de andere winnaars.

## Winnaars en genomineerden
De winnaars staan bovenaan in vette letters op een gele achtergrond. De overige acteurs en films die werden genomineerd staan eronder vermeld in alfabetische volgorde.

### 1936-1939
| Jaar               | Acteur                       | Film |
| ------------------ | ---------------------------- | ---- |
| 1936 (9de)         |                              |      |
| Walter Brennan     | Come and Get It              |      |
| Mischa Auer        | My Man Godfrey               |      |
| Stuart Erwin       | Pigskin Parade               |      |
| Basil Rathbone     | Romeo and Juliet             |      |
| Akim Tamiroff      | The General Died at Dawn     |      |
| 1937 (10de)        |                              |      |
| Joseph Schildkraut | The Life of Emile Zola       |      |
| Ralph Bellamy      | The Awful Truth              |      |
| Thomas Mitchell    | The Hurricane                |      |
| H.B. Warner        | Lost Horizon                 |      |
| Roland Young       | Topper                       |      |
| 1938 (11de)        |                              |      |
| Walter Brennan     | Kentucky                     |      |
| Basil Rathbone     | If I Were King               |      |
| John Garfield      | Four Daughters               |      |
| Gene Lockhart      | Algiers                      |      |
| Robert Morley      | Marie Antoinette             |      |
| 1939 (12de)        |                              |      |
| Thomas Mitchell    | Stagecoach                   |      |
| Brian Aherne       | Juarez                       |      |
| Harry Carey        | Mr. Smith Goes to Washington |      |
| Brian Donlevy      | Beau Geste                   |      |
| Claude Rains       | Mr. Smith Goes to Washington |      |

### 1940-1949
| Jaar               | Acteur                           | Film |
| ------------------ | -------------------------------- | ---- |
| 1940 (13de)        |                                  |      |
| Walter Brennan     | The Westerner                    |      |
| Albert Basserman   | Foreign Correspondent            |      |
| William Gargan     | They Knew What They Wanted       |      |
| Jack Oakie         | The Great Dictator               |      |
| James Stephenson   | The Letter                       |      |
| 1941 (14de)        |                                  |      |
| Donald Crisp       | How Green Was My Valley          |      |
| Walter Brennan     | Sergeant York                    |      |
| Charles Coburn     | The Devil and Miss Jones         |      |
| James Gleason      | Here Comes Mr. Jordan            |      |
| Sydney Greenstreet | The Maltese Falcon               |      |
| 1942 (15de)        |                                  |      |
| Van Heflin         | Johnny Eager                     |      |
| William Bendix     | Wake Island                      |      |
| Walter Huston      | Yankee Doodle Dandy              |      |
| Frank Morgan       | Tortilla Flat                    |      |
| Henry Travers      | Mrs. Miniver                     |      |
| 1943 (16de)        |                                  |      |
| Charles Coburn     | The More the Merrier             |      |
| Charles Bickford   | The Song of Bernadette           |      |
| J. Carroll Naish   | Sahara                           |      |
| Claude Rains       | Casablanca                       |      |
| Akim Tamiroff      | For Whom the Bell Tolls          |      |
| 1944 (17de)        |                                  |      |
| Barry Fitzgerald   | Going My Way                     |      |
| Hume Cronyn        | The Seventh Cross                |      |
| Claude Rains       | Mr. Skeffington                  |      |
| Clifton Webb       | Laura                            |      |
| Monty Woolley      | Since You Went Away              |      |
| 1945 (18de)        |                                  |      |
| James Dunn         | A Tree Grows in Brooklyn         |      |
| Michael Chekhov    | Spellbound                       |      |
| John Dall          | The Corn Is Green                |      |
| Robert Mitchum     | G.I. Joe                         |      |
| J.Caroll Naish     | A Medal for Benny                |      |
| 1946 (19de)        |                                  |      |
| Harold Russell     | The Best Years of Our Lives      |      |
| Charles Coburn     | The Green Years                  |      |
| William Demarest   | The Jolson Story                 |      |
| Claude Rains       | Notorious                        |      |
| Clifton Webb       | The Razor's Edge                 |      |
| 1947 (20ste)       |                                  |      |
| Edmund Gwenn       | Miracle on 34th Street           |      |
| Charles Bickford   | The Farmer's Daughter            |      |
| Thomas Gomez       | Ride the Pink Horse              |      |
| Robert Ryan        | Crossfire                        |      |
| Richard Widmark    | Kiss of Death                    |      |
| 1948 (21ste)       |                                  |      |
| Walter Huston      | The Treasure of the Sierra Madre |      |
| Charles Bickford   | Johnny Belinda                   |      |
| José Ferrer        | Joan of Arc                      |      |
| Oscar Homolka      | I Remember Mama                  |      |
| Cecil Kellaway     | The Luck of the Irish            |      |
| 1949 (22ste)       |                                  |      |
| Dean Jagger        | Twelve O'Clock High              |      |
| John Ireland       | All the King's Men               |      |
| Arthur Kennedy     | Champion                         |      |
| Ralph Richardson   | The Heiress                      |      |
| James Whitmore     | Battleground                     |      |

### 1950-1959
| Jaar               | Acteur                       | Film |
| ------------------ | ---------------------------- | ---- |
| 1950 (23ste)       |                              |      |
| George Sanders     | All About Eve                |      |
| Jeff Chandler      | Broken Arrow                 |      |
| Edmund Gwenn       | Mister 880                   |      |
| Sam Jaffe          | The Asphalt Jungle           |      |
| Erich von Stroheim | Sunset Blvd.                 |      |
| 1951 (24ste)       |                              |      |
| Karl Malden        | A Streetcar Named Desire     |      |
| Leo Genn           | Quo Vadis                    |      |
| Kevin McCarthy     | Death of a Salesman          |      |
| Peter Ustinov      | Quo Vadis                    |      |
| Gig Young          | Come Fill the Cup            |      |
| 1952 (25ste)       |                              |      |
| Anthony Quinn      | Viva Zapata!                 |      |
| Richard Burton     | My Cousin Rachel             |      |
| Arthur Hunnicutt   | The Big Sky                  |      |
| Victor McLaglen    | The Quiet Man                |      |
| Jack Palance       | Sudden Fear                  |      |
| 1953 (26ste)       |                              |      |
| Frank Sinatra      | From Here to Eternity        |      |
| Eddie Albert       | Roman Holiday                |      |
| Brandon De Wilde   | Shane                        |      |
| Jack Palance       | Shane                        |      |
| Robert Strauss     | Stalag 17                    |      |
| 1954 (27ste)       |                              |      |
| Edmond O'Brien     | The Barefoot Contessa        |      |
| Lee J. Cobb        | On the Waterfront            |      |
| Karl Malden        | On the Waterfront            |      |
| Rod Steiger        | On the Waterfront            |      |
| Tom Tully          | The Caine Mutiny             |      |
| 1955 (28ste)       |                              |      |
| Jack Lemmon        | Mister Roberts               |      |
| Arthur Kennedy     | Trial                        |      |
| Joe Mantell        | Marty                        |      |
| Sal Mineo          | Rebel Without a Cause        |      |
| Arthur O'Connell   | Picnic                       |      |
| 1956 (29ste)       |                              |      |
| Anthony Quinn      | Lust for Life                |      |
| Don Murray         | Bus Stop                     |      |
| Anthony Perkins    | Friendly Persuasion          |      |
| Mickey Rooney      | The Bold and the Brave       |      |
| Robert Stack       | Written on the Wind          |      |
| 1957 (30ste)       |                              |      |
| Red Buttons        | Sayonara                     |      |
| Vittorio De Sica   | A Farewell to Arms           |      |
| Sessue Hayakawa    | The Bridge on the River Kwai |      |
| Arthur Kennedy     | Peyton Place                 |      |
| Russ Tamblyn       | Peyton Place                 |      |
| 1958 (31ste)       |                              |      |
| Burl Ives          | The Big Country              |      |
| Theodore Bikel     | The Defiant Ones             |      |
| Lee J. Cobb        | The Brothers Karamazov       |      |
| Arthur Kennedy     | Some Came Running            |      |
| Gig Young          | Teacher's Pet                |      |
| 1959 (32ste)       |                              |      |
| Hugh Griffith      | Ben-Hur                      |      |
| Arthur O'Connell   | Anatomy of a Murder          |      |
| George C. Scott    | Anatomy of a Murder          |      |
| Robert Vaughn      | The Young Philadelphians     |      |
| Ed Wynn            | The Diary of Anne Frank      |      |

### 1960-1969
| Jaar               | Acteur                           | Film |
| ------------------ | -------------------------------- | ---- |
| 1960 (33ste)       |                                  |      |
| Peter Ustinov      | Spartacus                        |      |
| Peter Falk         | Murder, Inc.                     |      |
| Jack Kruschen      | The Apartment                    |      |
| Sal Mineo          | Exodus                           |      |
| Chill Wills        | The Alamo                        |      |
| 1961 (34ste)       |                                  |      |
| George Chakiris    | West Side Story                  |      |
| Montgomery Clift   | Judgment at Nuremberg            |      |
| Peter Falk         | Pocketful of Miracles            |      |
| Jackie Gleason     | The Hustler                      |      |
| George C. Scott    | The Hustler                      |      |
| 1962 (35ste)       |                                  |      |
| Ed Begley          | Sweet Bird of Youth              |      |
| Victor Buono       | What Ever Happened to Baby Jane? |      |
| Telly Savalas      | Birdman of Alcatraz              |      |
| Omar Sharif        | Lawrence of Arabia               |      |
| Terence Stamp      | Billy Budd                       |      |
| 1963 (36ste)       |                                  |      |
| Melvyn Douglas     | Hud                              |      |
| Nick Adams         | Twilight of Honor                |      |
| Bobby Darin        | Captain Newman, M.D.             |      |
| Hugh Griffith      | Tom Jones                        |      |
| John Huston        | The Cardinal                     |      |
| 1964 (37ste)       |                                  |      |
| Peter Ustinov      | Topkapi                          |      |
| John Gielgud       | Becket                           |      |
| Stanley Holloway   | My Fair Lady                     |      |
| Edmond O'Brien     | Seven Days in May                |      |
| Lee Tracy          | The Best Man                     |      |
| 1965 (38ste)       |                                  |      |
| Martin Balsam      | A Thousand Clowns                |      |
| Ian Bannen         | The Flight of the Phoenix        |      |
| Tom Courtenay      | Doctor Zhivago                   |      |
| Michael Dunn       | Ship of Fools                    |      |
| Frank Finlay       | Othello                          |      |
| 1966 (39ste)       |                                  |      |
| Walter Matthau     | The Fortune Cookie               |      |
| Makoto Iwamatsu    | The Sand Pebbles                 |      |
| James Mason        | Georgy Girl                      |      |
| George Segal       | Who's Afraid of Virginia Woolf?  |      |
| Robert Shaw        | A Man for All Seasons            |      |
| 1967 (40ste)       |                                  |      |
| George Kennedy     | Cool Hand Luke                   |      |
| John Cassavetes    | The Dirty Dozen                  |      |
| Gene Hackman       | Bonnie and Clyde                 |      |
| Cecil Kellaway     | Guess Who's Coming to Dinner     |      |
| Michael J. Pollard | Bonnie and Clyde                 |      |
| 1968 (41ste)       |                                  |      |
| Jack Albertson     | The Subject Was Roses            |      |
| Seymour Cassel     | Faces                            |      |
| Daniel Massey      | Star!                            |      |
| Jack Wild          | Oliver!                          |      |
| Gene Wilder        | The Producers                    |      |
| 1969 (42ste)       |                                  |      |
| Gig Young          | They Shoot Horses, Don't They?   |      |
| Rupert Crosse      | The Reivers                      |      |
| Elliott Gould      | Bob & Carol & Ted & Alice        |      |
| Jack Nicholson     | Easy Rider                       |      |
| Anthony Quayle     | Anne of the Thousand Days        |      |

### 1970-1979
| Jaar                  | Acteur                          | Film |
| --------------------- | ------------------------------- | ---- |
| 1970 (43ste)          |                                 |      |
| John Mills            | Ryan's Daughter                 |      |
| Richard S. Castellano | Lovers and Other Strangers      |      |
| Dan George            | Little Big Man                  |      |
| Gene Hackman          | I Never Sang for My Father      |      |
| John Marley           | Love Story                      |      |
| 1971 (44ste)          |                                 |      |
| Ben Johnson           | The Last Picture Show           |      |
| Jeff Bridges          | The Last Picture Show           |      |
| Leonard Frey          | Fiddler on the Roof             |      |
| Richard Jaeckel       | Sometimes a Great Notion        |      |
| Roy Scheider          | The French Connection           |      |
| 1972 (45ste)          |                                 |      |
| Joel Grey             | Cabaret                         |      |
| Eddie Albert          | The Heartbreak Kid              |      |
| James Caan            | The Godfather                   |      |
| Robert Duvall         | The Godfather                   |      |
| Al Pacino             | The Godfather                   |      |
| 1973 (46ste)          |                                 |      |
| John Houseman         | The Paper Chase                 |      |
| Vincent Gardenia      | Bang the Drum Slowly            |      |
| Jack Gilford          | Save the Tiger                  |      |
| Jason Miller          | The Exorcist                    |      |
| Randy Quaid           | The Last Detail                 |      |
| 1974 (47ste)          |                                 |      |
| Robert De Niro        | The Godfather Part II           |      |
| Fred Astaire          | The Towering Inferno            |      |
| Jeff Bridges          | Thunderbolt and Lightfoot       |      |
| Michael V. Gazzo      | The Godfather Part II           |      |
| Lee Strasberg         | The Godfather Part II           |      |
| 1975 (48ste)          |                                 |      |
| George Burns          | The Sunshine Boys               |      |
| Brad Dourif           | One Flew Over the Cuckoo's Nest |      |
| Burgess Meredith      | The Day of the Locust           |      |
| Chris Sarandon        | Dog Day Afternoon               |      |
| Jack Warden           | Shampoo                         |      |
| 1976 (49ste)          |                                 |      |
| Jason Robards         | All the President's Men         |      |
| Ned Beatty            | Network                         |      |
| Burgess Meredith      | Rocky                           |      |
| Laurence Olivier      | Marathon Man                    |      |
| Burt Young            | Rocky                           |      |
| 1977 (50ste)          |                                 |      |
| Jason Robards         | Julia                           |      |
| Mikhail Baryshnikov   | The Turning Point               |      |
| Peter Firth           | Equus                           |      |
| Alec Guinness         | Star Wars                       |      |
| Maximilian Schell     | Julia                           |      |
| 1978 (51ste)          |                                 |      |
| Christopher Walken    | The Deer Hunter                 |      |
| Bruce Dern            | Coming Home                     |      |
| Richard Farnsworth    | Comes a Horseman                |      |
| John Hurt             | Midnight Express                |      |
| Jack Warden           | Heaven Can Wait                 |      |
| 1979 (52ste)          |                                 |      |
| Melvyn Douglas        | Being There                     |      |
| Robert Duvall         | Apocalypse Now                  |      |
| Justin Henry          | Kramer vs. Kramer               |      |
| Frederic Forrest      | The Rose                        |      |
| Mickey Rooney         | The Black Stallion              |      |

### 1980-1989
| Jaar                  | Acteur                                            | Film |
| --------------------- | ------------------------------------------------- | ---- |
| 1980 (53ste)          |                                                   |      |
| Timothy Hutton        | Ordinary People                                   |      |
| Judd Hirsch           | Ordinary People                                   |      |
| Michael O'Keefe       | The Great Santini                                 |      |
| Joe Pesci             | Raging Bull                                       |      |
| Jason Robards         | Melvin and Howard                                 |      |
| 1981 (54ste)          |                                                   |      |
| John Gielgud          | Arthur                                            |      |
| James Coco            | Only When I Laugh                                 |      |
| Ian Holm              | Chariots of Fire                                  |      |
| Jack Nicholson        | Reds                                              |      |
| Howard Rollins        | Ragtime                                           |      |
| 1982 (55ste)          |                                                   |      |
| Louis Gossett jr.     | An Officer and a Gentleman                        |      |
| Charles Durning       | The Best Little Whorehouse in Texas               |      |
| John Lithgow          | The World According to Garp                       |      |
| James Mason           | The Verdict                                       |      |
| Robert Preston        | Victor/Victoria                                   |      |
| 1983 (56ste)          |                                                   |      |
| Jack Nicholson        | Terms of Endearment                               |      |
| Charles Durning       | To Be or Not to Be                                |      |
| John Lithgow          | Terms of Endearment                               |      |
| Sam Shepard           | The Right Stuff                                   |      |
| Rip Torn              | Cross Creek                                       |      |
| 1984 (57ste)          |                                                   |      |
| Haing S. Ngor         | The Killing Fields                                |      |
| Adolph Caesar         | A Soldier's Story                                 |      |
| John Malkovich        | Places in the Heart                               |      |
| Noriyuki 'Pat' Morita | The Karate Kid                                    |      |
| Ralph Richardson      | Greystoke: The Legend of Tarzan, Lord of the Apes |      |
| 1985 (58ste)          |                                                   |      |
| Don Ameche            | Cocoon                                            |      |
| Klaus Maria Brandauer | Out of Africa                                     |      |
| William Hickey        | Prizzi's Honor                                    |      |
| Robert Loggia         | Jagged Edge                                       |      |
| Eric Roberts          | Runaway Train                                     |      |
| 1986 (59ste)          |                                                   |      |
| Michael Caine         | Hannah and Her Sisters                            |      |
| Tom Berenger          | Platoon                                           |      |
| Willem Dafoe          | Platoon                                           |      |
| Denholm Elliott       | A Room with a View                                |      |
| Dennis Hopper         | Hoosiers                                          |      |
| 1987 (60ste)          |                                                   |      |
| Sean Connery          | The Untouchables                                  |      |
| Albert Brooks         | Broadcast News                                    |      |
| Morgan Freeman        | Street Smart                                      |      |
| Vincent Gardenia      | Moonstruck                                        |      |
| Denzel Washington     | Cry Freedom                                       |      |
| 1988 (61ste)          |                                                   |      |
| Kevin Kline           | A Fish Called Wanda                               |      |
| Alec Guinness         | Little Dorrit                                     |      |
| Martin Landau         | Tucker: The Man and His Dream                     |      |
| River Phoenix         | Running on Empty                                  |      |
| Dean Stockwell        | Married to the Mob                                |      |
| 1989 (62ste)          |                                                   |      |
| Denzel Washington     | Glory                                             |      |
| Danny Aiello          | Do the Right Thing                                |      |
| Dan Aykroyd           | Driving Miss Daisy                                |      |
| Marlon Brando         | A Dry White Season                                |      |
| Martin Landau         | Crimes and Misdemeanors                           |      |

### 1990-1999
| Jaar                  | Acteur                      | Film |
| --------------------- | --------------------------- | ---- |
| 1990 (63ste)          |                             |      |
| Joe Pesci             | Goodfellas                  |      |
| Bruce Davison         | Longtime Companion          |      |
| Andy García           | The Godfather Part III      |      |
| Graham Greene         | Dances with Wolves          |      |
| Al Pacino             | Dick Tracy                  |      |
| 1991 (64ste)          |                             |      |
| Jack Palance          | City Slickers               |      |
| Tommy Lee Jones       | JFK                         |      |
| Harvey Keitel         | Bugsy                       |      |
| Ben Kingsley          | Bugsy                       |      |
| Michael Lerner        | Barton Fink                 |      |
| 1992 (65ste)          |                             |      |
| Gene Hackman          | Unforgiven                  |      |
| Jaye Davidson         | The Crying Game             |      |
| Jack Nicholson        | A Few Good Men              |      |
| Al Pacino             | Glengarry Glen Ross         |      |
| David Paymer          | Mr. Saturday Night          |      |
| 1993 (66ste)          |                             |      |
| Tommy Lee Jones       | The Fugitive                |      |
| Leonardo DiCaprio     | What's Eating Gilbert Grape |      |
| Ralph Fiennes         | Schindler's List            |      |
| John Malkovich        | In the Line of Fire         |      |
| Pete Postlethwaite    | In the Name of the Father   |      |
| 1994 (67ste)          |                             |      |
| Martin Landau         | Ed Wood                     |      |
| Samuel L. Jackson     | Pulp Fiction                |      |
| Chazz Palminteri      | Bullets Over Broadway       |      |
| Paul Scofield         | Quiz Show                   |      |
| Gary Sinise           | Forrest Gump                |      |
| 1995 (68ste)          |                             |      |
| Kevin Spacey          | The Usual Suspects          |      |
| James Cromwell        | Babe                        |      |
| Ed Harris             | Apollo 13                   |      |
| Brad Pitt             | 12 Monkeys                  |      |
| Tim Roth              | Rob Roy                     |      |
| 1996 (69ste)          |                             |      |
| Cuba Gooding jr.      | Jerry Maguire               |      |
| William H. Macy       | Fargo                       |      |
| Armin Mueller-Stahl   | Shine                       |      |
| Edward Norton         | Primal Fear                 |      |
| James Woods           | Ghosts of Mississippi       |      |
| 1997 (70ste)          |                             |      |
| Robin Williams        | Good Will Hunting           |      |
| Robert Forster        | Jackie Brown                |      |
| Anthony Hopkins       | Amistad                     |      |
| Greg Kinnear          | As Good as It Gets          |      |
| Burt Reynolds         | Boogie Nights               |      |
| 1998 (71ste)          |                             |      |
| James Coburn          | Affliction                  |      |
| Robert Duvall         | A Civil Action              |      |
| Ed Harris             | The Truman Show             |      |
| Geoffrey Rush         | Shakespeare in Love         |      |
| Billy Bob Thornton    | A Simple Plan               |      |
| 1999 (72ste)          |                             |      |
| Michael Caine         | The Cider House Rules       |      |
| Tom Cruise            | Magnolia                    |      |
| Michael Clarke Duncan | The Green Mile              |      |
| Jude Law              | The Talented Mr. Ripley     |      |
| Haley Joel Osment     | The Sixth Sense             |      |

### 2000-2009
| Jaar                   | Acteur                                                     | Film |
| ---------------------- | ---------------------------------------------------------- | ---- |
| 2000 (73ste)           |                                                            |      |
| Benicio del Toro       | Traffic                                                    |      |
| Jeff Bridges           | The Contender                                              |      |
| Willem Dafoe           | Shadow of the Vampire                                      |      |
| Albert Finney          | Erin Brockovich                                            |      |
| Joaquin Phoenix        | Gladiator                                                  |      |
| 2001 (74ste)           |                                                            |      |
| Jim Broadbent          | Iris                                                       |      |
| Ethan Hawke            | Training Day                                               |      |
| Ben Kingsley           | Sexy Beast                                                 |      |
| Ian McKellen           | The Lord of the Rings: The Fellowship of the Ring          |      |
| Jon Voight             | Ali                                                        |      |
| 2002 (75ste)           |                                                            |      |
| Chris Cooper           | Adaptation.                                                |      |
| Ed Harris              | The Hours                                                  |      |
| Paul Newman            | Road to Perdition                                          |      |
| John C. Reilly         | Chicago                                                    |      |
| Christopher Walken     | Catch Me If You Can                                        |      |
| 2003 (76ste)           |                                                            |      |
| Tim Robbins            | Mystic River                                               |      |
| Alec Baldwin           | The Cooler                                                 |      |
| Benicio del Toro       | 21 Grams                                                   |      |
| Djimon Hounsou         | In America                                                 |      |
| Ken Watanabe           | The Last Samurai                                           |      |
| 2004 (77ste)           |                                                            |      |
| Morgan Freeman         | Million Dollar Baby                                        |      |
| Alan Alda              | The Aviator                                                |      |
| Thomas Haden Church    | Sideways                                                   |      |
| Jamie Foxx             | Collateral                                                 |      |
| Clive Owen             | Closer                                                     |      |
| 2005 (78ste)           |                                                            |      |
| George Clooney         | Syriana                                                    |      |
| Matt Dillon            | Crash                                                      |      |
| Paul Giamatti          | Cinderella Man                                             |      |
| Jake Gyllenhaal        | Brokeback Mountain                                         |      |
| William Hurt           | A History of Violence                                      |      |
| 2006 (79ste)           |                                                            |      |
| Alan Arkin             | Little Miss Sunshine                                       |      |
| Jackie Earle Haley     | Little Children                                            |      |
| Djimon Hounsou         | Blood Diamond                                              |      |
| Eddie Murphy           | Dreamgirls                                                 |      |
| Mark Wahlberg          | The Departed                                               |      |
| 2007 (80ste)           |                                                            |      |
| Javier Bardem          | No Country for Old Men                                     |      |
| Casey Affleck          | The Assassination of Jesse James by the Coward Robert Ford |      |
| Hal Holbrook           | Into the Wild                                              |      |
| Philip Seymour Hoffman | Charlie Wilson's War                                       |      |
| Tom Wilkinson          | Michael Clayton                                            |      |
| 2008 (81ste)           |                                                            |      |
| Heath Ledger           | The Dark Knight                                            |      |
| Josh Brolin            | Milk                                                       |      |
| Robert Downey jr.      | Tropic Thunder                                             |      |
| Philip Seymour Hoffman | Doubt                                                      |      |
| Michael Shannon        | Revolutionary Road                                         |      |
| 2009 (82ste)           |                                                            |      |
| Christoph Waltz        | Inglourious Basterds                                       |      |
| Matt Damon             | Invictus                                                   |      |
| Woody Harrelson        | The Messenger                                              |      |
| Christopher Plummer    | The Last Station                                           |      |
| Stanley Tucci          | The Lovely Bones                                           |      |

### 2010-2019
| Jaar                   | Acteur                                          | Film |
| ---------------------- | ----------------------------------------------- | ---- |
| 2010 (83ste)           |                                                 |      |
| Christian Bale         | The Fighter                                     |      |
| John Hawkes            | Winter's Bone                                   |      |
| Jeremy Renner          | The Town                                        |      |
| Mark Ruffalo           | The Kids Are All Right                          |      |
| Geoffrey Rush          | The King's Speech                               |      |
| 2011 (84ste)           |                                                 |      |
| Christopher Plummer    | Beginners                                       |      |
| Kenneth Branagh        | My Week with Marilyn                            |      |
| Jonah Hill             | Moneyball                                       |      |
| Nick Nolte             | Warrior                                         |      |
| Max von Sydow          | Extremely Loud & Incredibly Close               |      |
| 2012 (85ste)           |                                                 |      |
| Christoph Waltz        | Django Unchained                                |      |
| Alan Arkin             | Argo                                            |      |
| Robert De Niro         | Silver Linings Playbook                         |      |
| Philip Seymour Hoffman | The Master                                      |      |
| Tommy Lee Jones        | Lincoln                                         |      |
| 2013 (86ste)           |                                                 |      |
| Jared Leto             | Dallas Buyers Club                              |      |
| Barkhad Abdi           | Captain Phillips                                |      |
| Bradley Cooper         | American Hustle                                 |      |
| Michael Fassbender     | 12 Years a Slave                                |      |
| Jonah Hill             | The Wolf of Wall Street                         |      |
| 2014 (87ste)           |                                                 |      |
| J.K. Simmons           | Whiplash                                        |      |
| Robert Duvall          | The Judge                                       |      |
| Ethan Hawke            | Boyhood                                         |      |
| Edward Norton          | Birdman or (The Unexpected Virtue of Ignorance) |      |
| Mark Ruffalo           | Foxcatcher                                      |      |
| 2015 (88ste)           |                                                 |      |
| Mark Rylance           | Bridge of Spies                                 |      |
| Christian Bale         | The Big Short                                   |      |
| Tom Hardy              | The Revenant                                    |      |
| Mark Ruffalo           | Spotlight                                       |      |
| Sylvester Stallone     | Creed                                           |      |
| 2016 (89ste)           |                                                 |      |
| Mahershala Ali         | Moonlight                                       |      |
| Jeff Bridges           | Hell or High Water                              |      |
| Lucas Hedges           | Manchester by the Sea                           |      |
| Dev Patel              | Lion                                            |      |
| Michael Shannon        | Nocturnal Animals                               |      |
| 2017 (90ste)           |                                                 |      |
| Sam Rockwell           | Three Billboards Outside Ebbing, Missouri       |      |
| Willem Dafoe           | The Florida Project                             |      |
| Woody Harrelson        | Three Billboards Outside Ebbing, Missouri       |      |
| Richard Jenkins        | The Shape of Water                              |      |
| Christopher Plummer    | All the Money in the World                      |      |
| 2018 (91ste)           |                                                 |      |
| Mahershala Ali         | Green Book                                      |      |
| Adam Driver            | BlacKkKlansman                                  |      |
| Sam Elliott            | A Star Is Born                                  |      |
| Richard E. Grant       | Can You Ever Forgive Me?                        |      |
| Sam Rockwell           | Vice                                            |      |
| 2019 (92ste)           |                                                 |      |
| Brad Pitt              | Once Upon a Time in Hollywood                   |      |
| Tom Hanks              | A Beautiful Day in the Neighborhood             |      |
| Anthony Hopkins        | The Two Popes                                   |      |
| Al Pacino              | The Irishman                                    |      |
| Joe Pesci              | The Irishman                                    |      |

### 2020-2029
| Jaar              | Acteur                            | Film |
| ----------------- | --------------------------------- | ---- |
| 2020 (93ste)      |                                   |      |
| Daniel Kaluuya    | Judas and the Black Messiah       |      |
| Sacha Baron Cohen | The Trial of the Chicago 7        |      |
| Leslie Odom jr.   | One Night in Miami                |      |
| Paul Raci         | Sound of Metal                    |      |
| Lakeith Stanfield | Judas and the Black Messiah       |      |
| 2021 (94ste)      |                                   |      |
| Troy Kotsur       | CODA                              |      |
| Ciarán Hinds      | Belfast                           |      |
| Jesse Plemons     | The Power of the Dog              |      |
| J.K. Simmons      | Being the Ricardos                |      |
| Kodi Smit-McPhee  | The Power of the Dog              |      |
| 2022 (95ste)      |                                   |      |
| Ke Huy Quan       | Everything Everywhere All at Once |      |
| Brendan Gleeson   | The Banshees of Inisherin         |      |
| Brian Tyree Henry | Causeway                          |      |
| Judd Hirsch       | The Fabelmans                     |      |
| Barry Keoghan     | The Banshees of Inisherin         |      |
| 2023 (96ste)      |                                   |      |
| Robert Downey jr. | Oppenheimer                       |      |
| Sterling K. Brown | American Fiction                  |      |
| Robert De Niro    | Killers of the Flower Moon        |      |
| Ryan Gosling      | Barbie                            |      |
| Mark Ruffalo      | Poor Things                       |      |
| 2024 (97ste)      |                                   |      |
| Kieran Culkin     | A Real Pain                       |      |
| Yura Borisov      | Anora                             |      |
| Edward Norton     | A Complete Unknown                |      |
| Guy Pearce        | The Brutalist                     |      |
| Jeremy Strong     | The Apprentice                    |      |

## Recordhouders
Acht acteurs zijn erin geslaagd om meer dan eens een Oscar voor beste mannelijke bijrol te winnen. Walter Brennan is de eerste die dat presteerde, en tevens de enige acteur die de prijs drie keer won.
Drie Oscars:
- Walter Brennan (1936, 1938, 1940)

Twee Oscars (alfabetisch):
- Mahershala Ali (2016, 2018)
- Michael Caine (1986, 1999)
- Melvyn Douglas (1963, 1979)
- Anthony Quinn (1952, 1956)
- Jason Robards (1976, 1977)
- Peter Ustinov (1960, 1964)
- Christoph Waltz (2009, 2012)